# ROCS Hai Kun
Le Hai Kun (海鯤) est un sous-marin développé par Taïwan, le premier sous-marin de fabrication nationale. Il a été inauguré lors d'une cérémonie organisée dans la ville portuaire de Kaohsiung, dans le sud du pays, le 28 septembre 2023. Sa mise à l'eau ayant lieu le 24 février 2024

## Conception
Confronté aux menaces permanentes agitées par la Chine de réunifier par la force le territoire national, dont elle considère depuis 1949 que Taïwan fait partie intégrante, le pays insulaire est forcé de maintenir un important effort de défense. Ces dernières années, Taïwan a augmenté sa capacité de production d’armes et de plates-formes pour ces armes, afin de dissuader la Chine de tenter de l’envahir. En 2024, le budget de la défense du pays atteindra un record de 19 milliards de dollars, ce qui permettra l’acquisition de nombreux matériels militaires, en particulier auprès des États-Unis. Ces dernières années, Washington a approuvé la vente de milliards de dollars d’armement à Taïwan, notamment pour moderniser la flotte d’avions de combat F-16. Mais parmi les matériels dont Taïwan veut se doter figurent aussi les sous-marins.
La marine taïwanaise dispose actuellement de quatre sous-marins vieillissants, dont seulement deux opérationnels, de la classe Zwaardvis (surnommés localement Hai Lung) de conception néerlandaise datant d’une quarantaine d'années, et qui ont été achetés aux Pays-Bas dans les années 1980. Les deux autres bateaux sont d’anciens sous-marins d’entraînement américains, construits pendant la Seconde Guerre mondiale. Le ministère de la Défense taïwanais ne parvint pas à en acheter davantage auprès des autres pays susceptibles de lui en livrer, ces pays étant davantage soucieux de ne pas s’aliéner la Chine, ce qui leur fermerait irrémédiablement son vaste marché intérieur. Même le principal allié de Taipei, les États-Unis, a hésité devant les enjeux : En 2001, Washington avait pourtant accepté de lui fournir huit sous-marins conventionnels, mais la vente ne s'est jamais concrétisée.
La construction de leurs propres sous-marins a donc longtemps été une priorité pour les dirigeants de Taïwan. En décembre 2014, le gouvernement demanda à son industrie de l’armement de les concevoir, en commençant par notifier des marchés d'études, pour une valeur totale de 94 millions de dollars, au Ship and Ocean Industries R&D Center, à CSBC Corporation, Taiwan et à l’Institut national Chung-Shan pour la science et la technologie. Le programme s’est accéléré sous la présidence de Tsai Ing-wen, issue d'un parti hostile à Pékin. Dès son arrivée au pouvoir en 2016, elle a augmenté les dépenses militaires, dont le budget a presque doublé au cours de son mandat. Elle a fait du développement de sous-marins une priorité et a lancé un programme de construction nationale de sous-marins, d’une valeur de plusieurs milliards de dollars, avec l'objectif de livrer à la marine huit submersibles d’une nouvelle classe de sous-marins diesel-électriques, la classe Hai Kun. Taïwan vise à en fabriquer huit pour disposer, à terme, d’une flotte de dix sous-marins (en incluant les deux sous-marins plus anciens fabriqués aux Pays-Bas) et à les équiper de missiles pour dissuader les ambitions chinoises.
Toutefois, la base industrielle et technologique de défense (BITD) taïwanaise ne possédait pas les savoir-faire nécessaires pour construire un sous-marin en partant de zéro, c’est-à-dire sans compétences dans les domaines des matériaux, de l’acoustique, des capteurs, etc. « La construction de sous-marins est l’un des matériels de défense les plus difficiles à construire pour toute nation. Et certainement, construire des sous-marins silencieux et efficaces est quelque chose que seuls quelques pays dans le monde peuvent faire », a déclaré Tom Shugart, un ancien commandant de sous-marin de la marine américaine qui est maintenant chercheur principal adjoint au think tank Center for a New American Security.
La construction du premier sous-marin de conception nationale débuta en 2020, ce qui peut sembler très rapide, connaissant les modestes capacités industrielles de l’île. Lors de la cérémonie de lancement du sous-marin en 2023, la présidente Tsai Ing-wen a déclaré : « L’histoire se souviendra toujours de ce jour. Pendant longtemps, la fabrication d’un sous-marin national était considérée comme une mission impossible, mais aujourd’hui, un sous-marin conçu et construit par nos compatriotes est devant vous. Nous l’avons fait,,,,. »
Cette expression de fierté nationale est compréhensible politiquement, mais elle est à nuancer du point de vue technique : le programme du sous-marin de défense indigène (Indigenous Defence Submarine, en abrégé IDS) n’aurait jamais été possible sans une aide extérieure massive, à commencer par celle fournie par les États-Unis. Selon la presse américaine, cette performance n’a été rendue possible qu’avec l'aide secrète d'autres pays. Longtemps isolé diplomatiquement, Taipei a reconnu avoir fait appel à l’expertise et à la technologie étrangères pour le programme IDS. L’amiral Huang Shu-kuang, un conseiller à la sécurité qui dirige le programme, a déclaré aux journalistes qu’il avait contacté des généraux aux États-Unis, au Japon, en Corée du Sud et en Inde. D’après Reuters, des ingénieurs et des sous-mariniers à la retraite ont été recrutés aux États-Unis, au Royaume-Uni, en Australie, au Canada, en Inde, en Corée du Sud et en Espagne pour travailler sur ce programme. Reuters rapporte qu’au moins sept pays ont été impliqués. D’autres sources indiquent que plus d’une douzaine de pays, dont les États-Unis, auraient contribué à la « zone rouge » comprenant les technologies sensibles nécessaires au programme de sous-marins. Taipei n’a pas divulgué le nombre exact de gouvernements étrangers qui ont autorisé la vente de composants sensibles à Taiwan. L’administration du président Trump a autorisé des transferts de technologie massifs. D’autres pays ont apporté leur aide à Taïwan. Ainsi, entre 2018 et 2022, le gouvernement britannique a accordé à des entreprises du Royaume-Uni (le groupe QinetiQ étant particulièrement concerné) plus de 50 licences d’exportation pour du matériel sensible (composants, logiciels, etc.) destiné à Taïwan, pour une valeur totale de plus de 300 millions de livres sterling. Taïwan a réussi à construire 85 composants localement, mais CSBC Corporation a dû importer 107 technologies de base pour le prototype, y compris les moteurs diesel, les systèmes de sonar numériques, les périscopes et les torpilles.
Le premier prototype, baptisé Hai Kun, est long de 80 mètres (d’autres sources évoquent 70 mètres). Sa coque est en acier HSLA-80 CRHS56. Il peut plonger jusqu'à 420 mètres de profondeur. Son déplacement est de 2500 à 3000 tonnes. Les détails à ce sujet demeurent confidentiels, mais il serait équipé d’un système de combat fourni par le géant américain de la défense Lockheed Martin, et armé de torpilles Mark 48 Mod 6 et de missiles antinavires AGM-84 Harpoon Block II tirés à partir de six tubes lance-torpilles.
Il a une propulsion hybride diesel-électrique,. Les contraintes budgétaires et techniques n’ont pas permis de l’équiper d’un système de propulsion indépendant de l’air (AIP) qui lui aurait permis de fonctionner pendant de longues périodes sans avoir à faire surface ou utiliser un schnorchel pour recharger ses batteries, limitant pour lui le risque de se faire détecter. Ce type de système pourrait éventuellement être adopté à partir du deuxième navire. À l’inverse certains analystes disent que Taipei a envisagé l’adoption de batteries lithium-ion, similaires à celles utilisées dans les derniers sous-marins japonais et sud-coréens, qui permettraient aux sous-marins de rester immergés beaucoup plus longtemps qu’avec des batteries au plomb.
Son coût est évalué à 49,36 milliards de dollars de Taiwan (1,54 milliard de dollars US, ou 1,27 milliard de livres sterling).

## Engagements
La construction du sous-marin a débuté en 2020. Il a été baptisé Hai Kun, du nom d’un poisson de la mythologie chinoise, aux proportions légendaires et également capable de voler, qui apparaît dans la littérature chinoise classique. Le processus de construction a été « tortueux », a déclaré Cheng Wen-lon, le président de la société taïwanaise CSBC Corporation, qui a fabriqué le sous-marin. « Bien que nous ayons travaillé dur au cours des dernières années, cela ne signifie pas que le processus s’est déroulé sans heurts », a-t-il déclaré lors de la cérémonie de lancement du navire organisée au chantier naval de l’entreprise.
Le Hai Kun (pennant number : SS-711) a été lancé le 28 septembre 2023, trois ans après le début de sa construction, lors d'une cérémonie organisée au chantier naval CSBC Corporation dans la ville portuaire de Kaohsiung, dans le sud du pays. Le ministère de la défense nationale taïwanais a déclaré que le sous-marin avait été mis à l'eau avant la date prévue. Il s'agit d'une démonstration de l'engagement de CSBC envers les forces armées du pays. La présidente Tsai Ing-wen était présente et a déclaré, debout devant le navire drapé des couleurs du drapeau de Taïwan, « L'histoire se souviendra toujours de ce jour. » Sandra Oudkirk, la directrice de l’Institut américain à Taïwan (l’ambassade américaine de facto sur l’île) figurait parmi les dignitaires invités à la cérémonie, de même que Chiu Kuo-cheng, le ministre de la Défense de Taïwan. Les délégations commerciales japonaises et coréennes à Taïwan ont également assisté à la cérémonie.
Le sous-marin va désormais faire l'objet d'essais en mer qui devraient débuter le 1er octobre 2023. Il sera livré à la marine d’ici la fin de 2024, selon des responsables militaires, cités par les médias locaux. Mme Tsai Ing-wen a affirmé qu’il serait opérationnel d'ici 2025. Certains spécialistes de la défense estiment que cela pourrait prendre plus de temps,. Dans le même temps, la construction d’un second exemplaire aurait d’ores et déjà commencé, l’objectif pour la marine taïwanaise étant de disposer d’un total de trois sous-marins diesel-électriques prêts au combat d’ici 2025 et quatre d’ici 2027, en comptant les deux sous-marins de classe Zwaardis (ou Hai Lung) fabriqués aux Pays-Bas et acquis dans les années 1980.
L’adversaire chinois, qui déploie actuellement plus de 60 sous-marins, semble déterminée à devenir une puissance de classe mondiale dans ce domaine. Une analyse d’un groupe de réflexion australien positionne même le pays comme un leader mondial dans la recherche dans les technologies clés telles que les revêtements, les communications sous-marines sans fil, les sonars et les capteurs acoustiques, et enfin les véhicules sous-marins sans pilote (UUV). Cela avait conduit certains à faire valoir que les sous-marins pourraient ne pas être suffisants pour dissuader Pékin de réunifier l’île avec le continent par la force, affirmant que Taïwan devrait plutôt consacrer ses ressources à développer des UUV. Mais tout le monde n’est pas d’accord, Tom Shugart affirmant que ces technologies émergentes ne sont pas encore aussi performantes que certains pourraient le prétendre : « Je pense que nous sommes à des décennies d’un UUV capable de traquer et de couler des navires de surface lorsqu’ils traversent le détroit et envahissent Taïwan », a-t-il déclaré. « C’est beaucoup plus difficile que les gens ne le pensent. »
Dans l’ensemble, l’ancien sous-marinier considère le programme IDS comme un « moyen assez raisonnable pour Taïwan de dépenser son argent ». « Si Taïwan a la capacité de déployer ces sous-marins en mer en nombre suffisant », a-t-il déclaré, « alors c’est le genre de plate-forme qui, en cas d’attaque chinoise, en particulier une attaque surprise, pourrait survivre et être toujours capable d’infliger des dommages à la marine chinoise, sans communications avec la terre ferme ni soutien depuis celle-ci. »